# Zeitschrift für Medizinische Psychologie
Die Zeitschrift für Medizinische Psychologie (ZMP) war eine deutschsprachige Fachzeitschrift für Medizinische Psychologie, die von 1992 bis 2012 mit 4 Ausgaben pro Jahr erschien. 
Im Jahr 2017 erfolgte ein "Relaunch" als Journal of Medical Psychology vom niederländischen Verlag IOS Press mit Thilo Deckersbach als Herausgeber (Editor-in-Chief) unter der ISSN 2468-3884 in englischer Sprache. Dort befindet sich auch das Archiv der ZMP ab 1998. 
Die ZMP war von 1999 bis 2012 das Organ der Deutschen Gesellschaft für Medizinische Psychologie (DGMP). Ab 2013 wurde dies die Zeitschrift Psychotherapie Psychosomatik Medizinische Psychologie, die weiter in deutscher Sprache erscheint. 

## Inhaltliche Ausrichtung
Die Zeitschrift für Medizinische Psychologie (ZMP) veröffentlichte Artikel (Originalarbeiten, Kurzberichte, Reviews) aus allen Bereichen der Medizinischen Psychologie. Dazu gehören u. a. Prävention, Krankheitsverarbeitung, Neuropsychologie, Biologische Psychologie, Verhaltensmedizin, Psychosomatik, Gesundheitsforschung, Psychodiagnostik und Psychometrie, Psychoonkologie, Lebensqualität und Lehr- und Ausbildungsforschung.
Die Abkürzung der Zeitschrift in der Datenbank PubMed (US National Library of Medicine, National Institutes of Health) lautete „Z Med Psychol“ (NLM ID: 9440622). Die Zeitschrift für Medizinische Psychologie hatte keinen Impact Factor (Social Sciences Citation Index). Als Leserkreis waren u. a. Psychologen, Psychotherapeuten und Soziologen angesprochen.

## Schriftleitung
Die Schriftleitung hatten ab Gründung 1992 Jürgen Neuser, Uwe Tewes und H. Schröder. Nach dem Wechsel vom Spektrum-Verlag zum Aka-Verlag wurde die Schriftleitung von Jürgen Neuser und Uwe Tewes fortgeführt. Im Mai 1999 wurde Hans-Dieter Basler zum Schriftleiter gewählt, der die Aufgabe bis zum 1. Januar 2005 übernahm. Vom 1. Januar 2005 bis 31. Dezember 2009 hatten Hermann Faller und Holger Schulz das Amt inne. Vom 1. Januar 2010 bis 2013 waren Sigrid Elsenbruch (federführend) und Corinna Petersen-Ewert die Herausgeber.

## Frühere Zeitschrift "Medizinische Psychologie"
Von 1974 bis 1982 erschien die Zeitschrift Medizinische Psychologie: Lehre, Forschung u. Klinik als Organ d. Sektion Medizinische Psychologie der Ständigen Konferenz der Hochschullehrer für Psychosomatik, Psychotherapie, Medizinische Psychologie und Medizinische Soziologie. Begründer und erste Schriftleiter waren Lothar R. Schmidt und Friedbert Steigerwald. Aus dieser Sektion entwickelte sich dann 1979 die Deutsche Gesellschaft für Medizinische Psychologie. Schmidt, einer der beiden Sektionsvorsitzenden, war auch der Vorsitzende des Gründungsvorstandes der Gesellschaft.